# Матахів

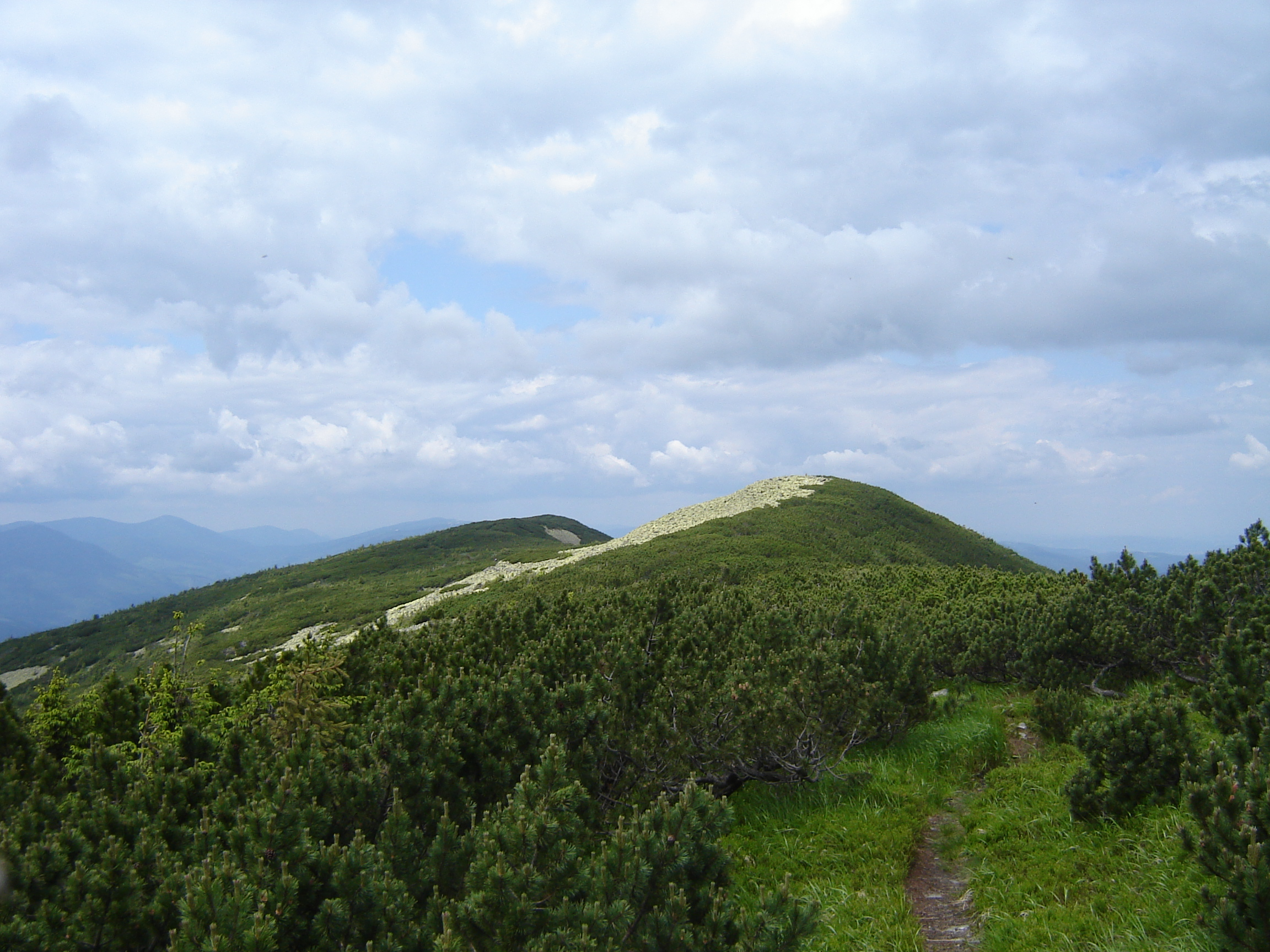
Стежка хребтом Матахів

Матахів (Матагів) — хребет завдовжки близько 15 км в Центральних Ґорґанах. Найвищі вершини — Ігровець (1804 м) та Висока (1803 м). 

## Загальна інформація
Хребет простягається з північного заходу (від села Осмолода) на південний схід. Північно-східні схили хребта обривисті, покриті щільними зарослями сосни альпійської, південно-західні схили дещо пологіші, трапляються альпійські луки. На південному сході хребет вивершується плоскою вершиною г. Ігровець, що плавно спускається відрогами до перевалу Боревка з одного боку та села Стара Гута з іншого. Південно-західний схил Ігровця повністю вкритий альпійськими луками.

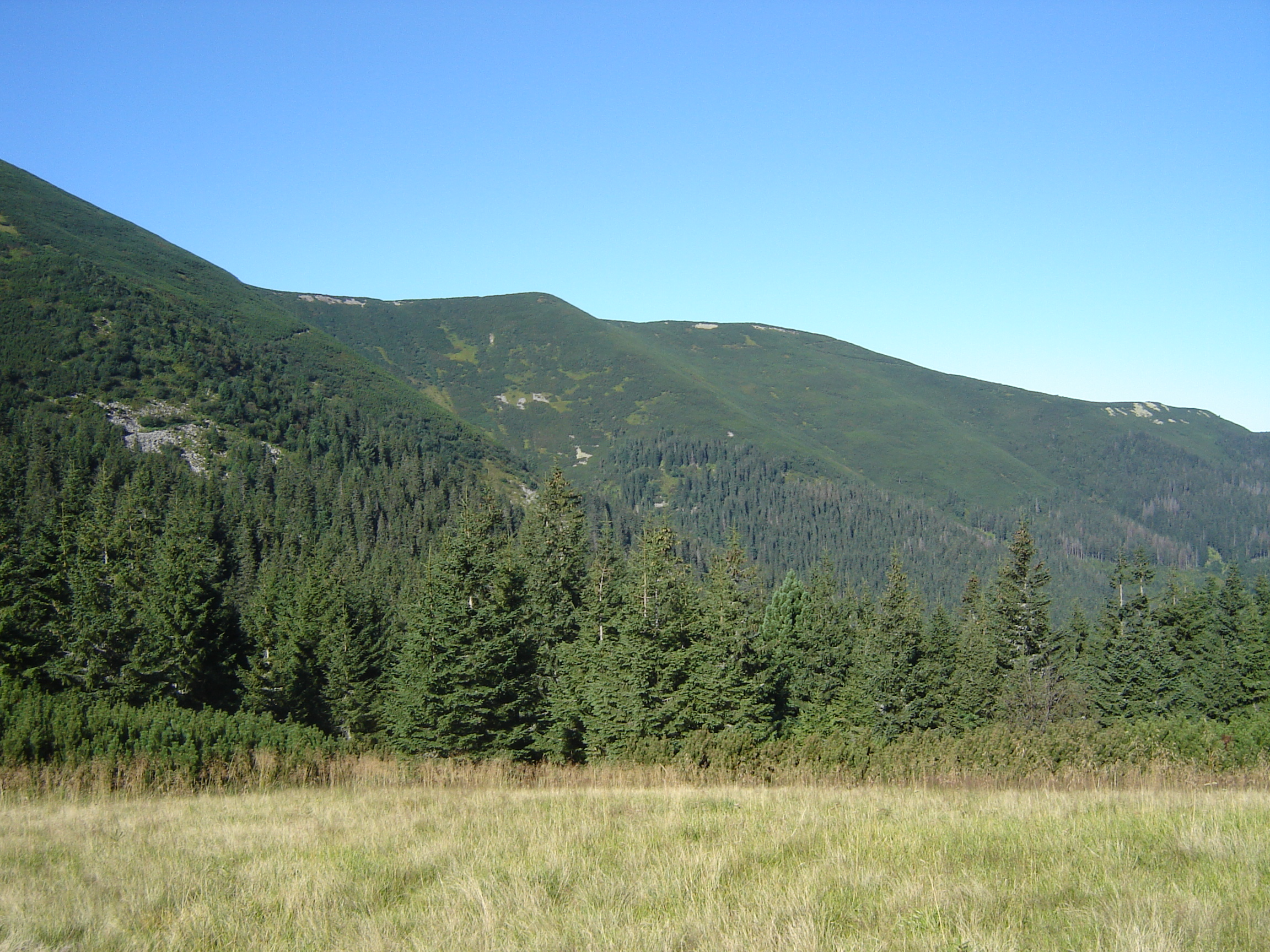
Хребет Матахів. Вигляд з пол. Середня

## Маршрути хребтом
Вздовж більшої частини хребта, від ур. Софера до пер. Боревка (в обхід г. Ігровець та г. Високу), йде маркована стежка (червоне маркування). Крім того, до хребта можна дістатися зі Старої Гути через пол. Плайок (чорне маркування, проходить через вершину Ігровця), а також з пол. Середня та пер. Кузьминецький (жовте маркування). Крім того, на половині шляху від Осмолоди до Високої, на висоті близько 1480 м, розташований туристичний притулок.

## Вершини хребта
- Ігровець (1804 м)
- Висока (1803 м)
- Став (1431) — віднога хребта
- Ріг (1475 м)
- Софера (1222 м)
- Студений звір (1175 м) — віднога хребта
- Подина (1154 м) — віднога хребта